# 武汉车谷江大女子职业足球俱乐部
武汉车谷江大女子职业足球俱乐部，简称武汉车谷江大或武汉女足，是中国武汉的一家女子职业足球俱乐部，成立于2001年，主场位于塔子湖体育中心体育场，由武汉市足球协会管理。
中国女足在1999年女足世界杯中夺得亚军，武汉足协看好女足运动发展前景。时任江汉大学体育系副主任曾桂生希望借助体教融合，在校园内建立高水平女足球队，此想法后来得到江汉大学领导支持。2001年3月，江汉大学联合武汉足协和武汉证券共同出资成立了武汉江汉大学女子足球俱乐部，球队冠名为武汉证券队，队员主要是江汉大学在籍全日制大学生，并代表湖北省参加第九届全国运动会比赛。俱乐部采取学校、企业、足协联合主办模式，也是全国第一支由高校组建的女足俱乐部。
2004年，武汉证券退出，俱乐部由江汉大学独自出资经营。2005年，武汉江大女足在第十届全国运动会比赛取得第8名，创造当时湖北女足全运会最佳成绩。2008年9月16日，球队得到武汉体育中心发展有限公司投资，共建了武汉江大女子足球俱乐部，并提出2010年冲超目标。但冲超目标未能达成。
2014年11月，武汉市体育局牵头改组俱乐部管理架构，江汉大学与武汉足协、武汉体育中心签署三方协议，共同出资500万元人民币将俱乐部改制为武汉车都江大女子职业足球俱乐部，“车都”指武汉经济技术开发区的汽车产业。2015年，俱乐部再次提出三年内冲超目标。
2017年，江大女足代表湖北队取得第十三届全运会第5名的历史最佳成绩。同年在中国女子足球甲级联赛中夺冠，第一次冲进中国女子足球超级联赛。
升入女超的武汉女足不断扩充实力，先后重资引进了王霜、王珊珊等多位国脚。2020年，武汉女足历史上首次夺得女超联赛冠军，并随后实现联赛四连冠。2021年初，俱乐部更名为武汉车谷江大女子职业足球俱乐部。

## 阵容
更新日期：2025年5月24日
註釋：國旗表示球員在國際足聯資格規則定義的國家隊。球員可能擁有一個以上非國際足聯國籍。
| 號碼 |      | 位置 | 球員           |
| ---- | ---- | ---- | -------------- |
| 5    | 中国 | 后卫 | 吴海燕         |
| 6    | 中国 | 中场 | 谢婷           |
| 7    | 中国 | 中场 | 王霜           |
| 8    | 中国 | 中场 | 李婷婷         |
| 9    | 马里 | 中场 | Saratou Traoré |
| 10   | 中国 | 中场 | 姚伟           |
| 12   | 中国 | 前锋 | 唐涵           |
| 13   | 中国 | 后卫 | 徐倩倩         |
| 18   | 中国 | 中场 | 马君           |
| 21   | 中国 | 中场 | 代晨颖         |
| 22   | 中国 | 门将 | 陈晨           |
| 26   | 中国 | 中场 | 姜晨璟         |

| 號碼 |          | 位置 | 球員          |
| ---- | -------- | ---- | ------------- |
| 27   | 中国     | 前锋 | 邓梦晔        |
| 28   | 中国     | 后卫 | 宋菲          |
| 29   | 中国     | 门将 | 丁旋          |
| 30   | 中国     | 中场 | 汪倩倩        |
| 32   | 中国     | 后卫 | 赵雨欣        |
| 33   | 肯尼亚   | 前锋 | Terry Engesha |
| 36   | 中国     | 前锋 | 赵静宜        |
| 37   | 中国     | 中场 | 宋端          |
| 46   | 中国     | 后卫 | 黄宝莹        |
| 47   | 中国     | 中场 | 杜健群        |
| 90   | 大韩民国 | 后卫 | 金蕙利        |

## 荣誉
- 亚足联女子冠军联赛
  - 冠军（1）：2025
- 中国女子足球超级联赛
  - 冠军（5）：2020、2021、2022、2023、2024
- 中国女子足协杯
  - 冠军（2）：2022、2023
- 全国女子足球锦标赛
  - 冠军（1）：2023
- 中国女子足球甲级联赛
  - 冠军（1）：2017